# République du Mali (aerolínea)
République du Mali es la aerolínea gubernamental de Malí con base en Bamako. Su base de operaciones principal es el Aeropuerto Internacional Senou.

## Flota
La flota de République du Mali incluye los siguientes aviones (a mayo de 2008):
- 1 Boeing 707-300 (operado por el Gobierno de Malí)